# Hugo-díj
A Hugo-díj egy művészeti díj, amelyet minden évben a World Science Fiction Society összejövetele, a Worldcon küldöttei ítélnek oda a megelőző naptári évben a science fiction és a fantasy műfajában született művekért és elért eredményekért. A díjat Hugo Gernsbackről, az Amazing Stories című sci-fi magazin alapítójáról nevezték el.

## Története
A Hugo-díj a Nebula-díj mellett a legismertebb sci-fi-kitüntetés. A díjat először 1953-ban, a XI. Worldcon alkalmával osztották ki, noha ekkor még Annual Science Fiction Achievement Award volt a neve. A következő évben nem osztották ki, de 1955-től minden évben odaítélésre kerül. A Hugo-díj nevet hivatalosan 1993 óta viseli. A kezdetek óta eltelt több mint fél évszázad alatt a kategóriák is többször változtak. Az irodalmi művek (regény, kisregény, rövid kisregény, novella) kategóriákban a legtöbb elsőséget Connie Willis mondhatja magáénak, ő 11-szer nyerte el a Hugo-díjat. Őt követi Poul Anderson és Harlan Ellison 7, Roger Zelazny és Robert A. Heinlein 6, Joe Haldeman, Fritz Leiber, Ursula K. Le Guin, Lois McMaster Bujold, Isaac Asimov, Michael Resnick, Larry Niven, Michael Swanwick és Vernor Vinge 5, illetve Arthur C. Clarke 4 első helyezéssel. A legtöbb Hugo-díjat Gardner Dozois szerezte, aki hivatásos szerkesztői tevékenységéért 15 alkalommal nyerte el a kitüntetést.
Az első díjazott regény Alfred Bester műve, a The Demolished Man (Az arcnélküli ember) volt 1953-ban.

## A díjazottak kategóriái
- Novellák (Short Story): kevesebb mint 7500 szó.
- Rövid kisregények (Novelette): 7500 és 17 500 szó között.
- Kisregények (Novella): 17 500 és 40 000 szó között.
- Regények (Novel): 40 000 szónál hosszabb
- Forgatókönyvek (Dramatic Presentation) 1960-2002
  - Forgatókönyvek (rövid formátum) (Dramatic Presentation, Short Form ) 2003-
  - Forgatókönyvek (hosszú formátum) (Dramatic Presentation, Long Form ) 2003-
- Képregények (Graphic story) 2008-
- Tényirodalom (Non-Fiction Book) 1980-1998
  - Kapcsolódó könyvek (Related Book) 1999-
- Félprofesszionális magazin (Semiprozine)
- Hivatásos művész (Professional Artist)
  - Eredeti illusztrátor (Original Artwork) 1990-1996
- Hivatásos szerkesztő (Professional Editor) 1973-2006
  - Szerkesztő (hosszú formátum) 2007-
  - Szerkesztő (rövid formátum) 2007-
    - Magazin 1953-1972
- Fanzin (A legjobb amatőr magazin is kapott díjat 1962 és 1978 között, de nem minden évben)
- Amatőr (rajongó) művészek (Fan Artist)
- Amatőr (rajongó) írók (Fan Writer)